# Pedro Cortés Ramírez de Arellano
Pedro Cortés Ramírez de Arellano (1565-1629 en Nueva España), IV marqués del Valle de Oaxaca. Murió sin descendencia de modo que el título pasó a su hermana Juana. Ostentó el título entre 1602 y 1629.

## Biografía
Hijo de Martín Cortés Zúñiga, II marqués del Valle de Oaxaca, y Ana Ramírez de Arellano, Pedro Cortés era además nieto de Hernán Cortés, gobernador y capitán general de la Nueva España, quien recibió del monarca Carlos I de España el marquesado del Valle de Oaxaca en 1529 por la conquista de dichas tierras en el actual México. 
Estudió con los jesuitas en Ocaña y en la Universidad de Salamanca donde se ordenó sacerdote. Después de obtener el título de marqués se casó con Ana de la Cerda, sin que el matrimonio tuviera hijos. La Corona le permitió regresar a la Nueva España, levantando la prohibición que pesaba sobre los Cortés desde la insurrección de su padre, Martín Cortés Zúñiga. 
Recibió el título tras la muerte de su hermano, Fernando Cortés Ramírez de Arellano III marqués de Oaxaca, y a causa de su falta de descendencia fue sucedido por su hermana Juana Cortés Ramírez de Arellano, V marquesa del Valle, casada con Pedro Carrillo de Mendoza, IX conde de Priego.